# Thomas Hitzlsperger
Thomas Hitzlsperger (født 5. april 1982 i München, Vesttyskland) er en tysk tidligere fodboldspiller, der spillede for blandt andet tyske VfB Stuttgart i Bundesligaen, Aston Villa, Everton og West Ham i den engelske Premier League og italienske SS Lazio.

## Landshold
Hitzlsperger nåede 52 kampe og seks scoringer for Tysklands fodboldlandshold, som han blandt andet repræsenterede ved VM i 2006 og EM i 2008. Han spillede sin første landskamp den 9. oktober 2004 i en kamp mod Iran.

## Privatliv
Iflg. The Guardian er Hitzlsperger den mest fremtrædende fodboldspiller, der til dato har fortalt offentligheden om sin homoseksualitet.